# Stefano della Bella
Stefano della Bella (ur. 18 maja 1610 we Florencji; zm. tamże 12 lipca 1664) – włoski rytownik, znany zwłaszcza z rycin o tematyce militarnej.
Urodzony we Florencji początkowo kształcił się na złotnika, lecz ostatecznie został grawerem. Studiował rytowanie u Remigio Cantagalliniego, razem z Jacques’em (Jakubem) Callotem, którego prace wywarły silny wpływ na ówczesnych twórców rycin. Dzięki mecenatowi Wielkiego Księcia Toskanii Wawrzyńca de' Medici przez trzy lata kształcił się w Rzymie.
W roku 1642 wyjechał do Paryża, gdzie kardynał Richelieu zaangażował go do zilustrowania oblężenia i zdobycia miasta Arras przez wojska królewskie. Po dłuższym pobycie w Paryżu wrócił do Florencji i otrzymał stałą pensję jako nauczyciel rysunku w domu Medyceuszy.
Znany jest z ponad tysiąca pozostawionych rycin.